# Dukdalf

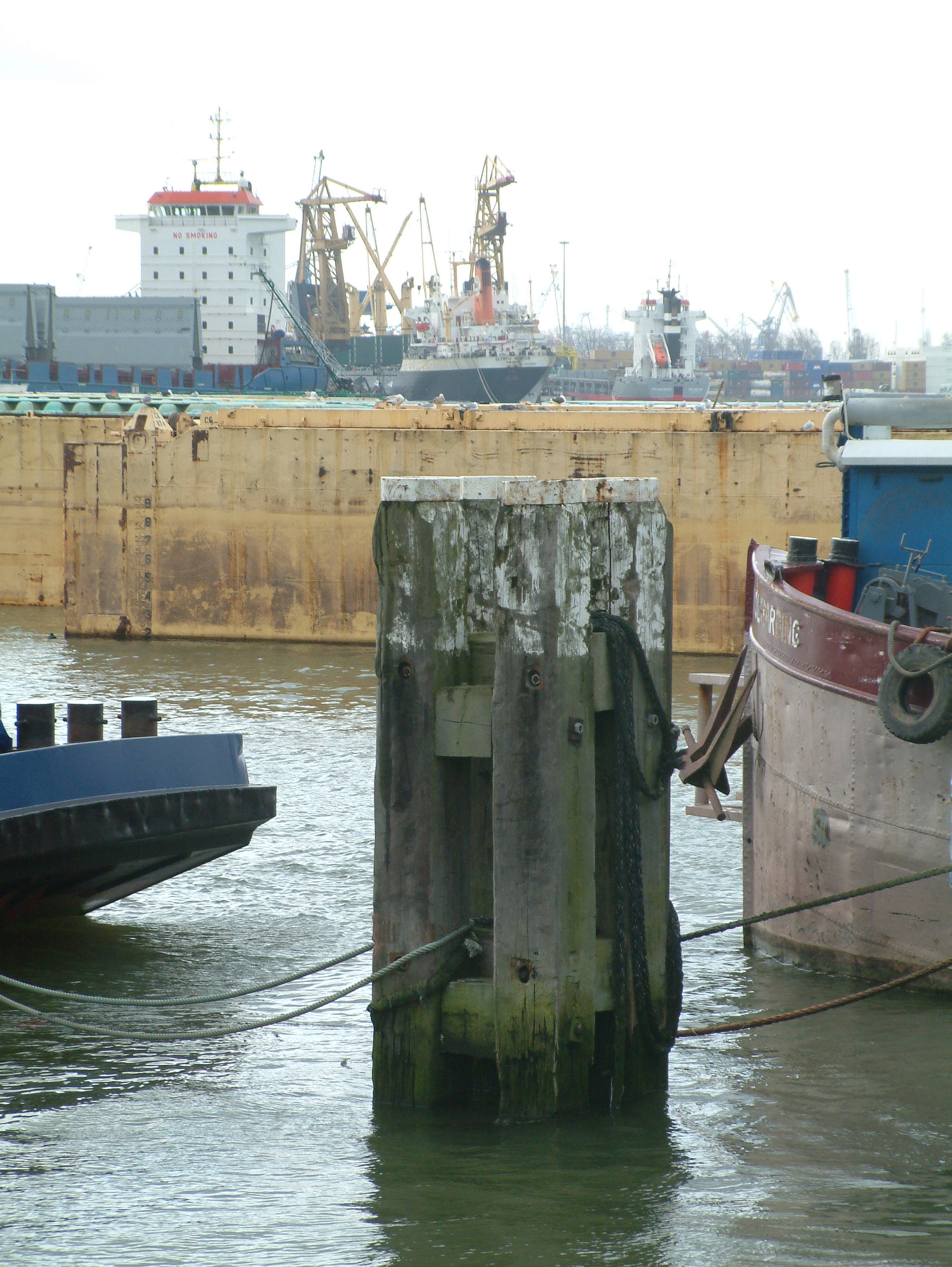
Klassieke dukdalf in de Waalhaven

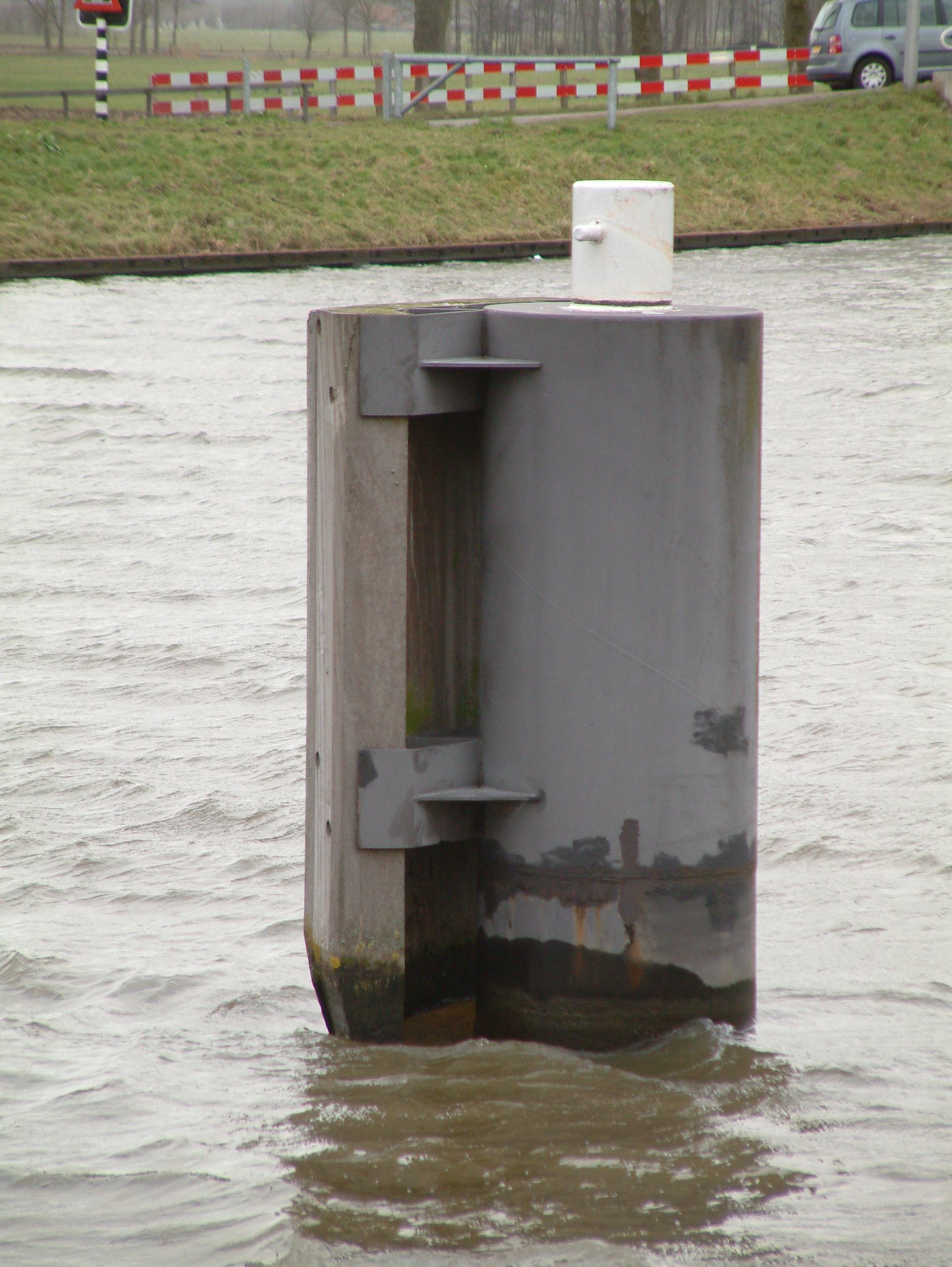
Moderne dukdalf in het Merwedekanaal

Een dukdalf is een in het vaarwater staande zware paal of constructie waar vaartuigen aan vastgelegd kunnen worden.
Een dukdalf was van oudsher een constructie van meestal vier houten palen of een staketsel voor een riviersplitsing, brug of sluis. Een dukdalf staat vaak aan het begin van het remmingwerk. Remming dient om schepen zonder schade aan het kunstwerk of averij aan het schip de versmalling van de waterweg in te geleiden.
Het is niet meer noodzakelijk dat hout wordt gebruikt voor de constructie. Een dukdalf kan ook van één of meer stalen buizen zijn gemaakt.
Een dukdalf kan worden omschreven als een compact remmingwerk, bestaande uit palen die onderling zijn verbonden en van bolders zijn voorzien. 

## Etymologie
Voor de oorsprong van het woord zijn twee verklaringen:
1. Van Veen en Van der Sijs zeggen in het Etymologisch woordenboek (2e druk, Van Dale) dat in Oost-Friesland in 1581 dukdalle, ook dukdalfe, voorkomt. Hier zou het woord dan afgeleid zijn van docke, doc (in de betekenis van klos, blok, scheepsdok), en delfijn, dolfijn (in de betekenis van meerpaal).[1]
2. De term komt mogelijk van Duc d' Albe, de Franse naam voor de hertog van Alva. De hertog stond bekend om zijn zwarte kleding met Molensteenkraag. Dezelfde kleuren als de palen, die normaal zwart geteerd werden en onder de top een witte band droegen. Wellicht gooiden de watergeuzen hun trossen om de meerpalen waarbij ze zich verbeeldden dat ze de strop om de nek van de hertog gooiden. Dit is vergelijkbaar met de kop van Jut. De naam in deze betekenis wordt in 1681 gebruikt in een werk over de nautische terminologie door de 17e-eeuwse taalkundige Wigardus à Winschooten, die in Leiden doceerde: "Seeman; behelzende een grondige uitlegging van de Neederlandse Konst- en Spreekwoorden, voor so veel die uit de seevaert sijn ontleend en bij de beste schrijvers deeser eeuw gevonden werden" [Leiden 1681]. Een andere etymologische verklaring is dat deze meerpalen even onverzettelijk zouden zijn als de Hertog van Alva.